# Kraljevstvo Izrael
Kraljevstvo Izrael (heb. מַלְכוּת יִשְׂרָאֵל, Malḫut Jisraʼel) ime je za kraljevstvo koje je nastalo kao savez židovskih plemena (vidi: 12 izraelskih plemena) oko 1030. pr. Kr. – 1020. pr. Kr. koje su u početku prevodili suci. Ovaj savez vjerojatno je bio izraz potrebe za zajedničkom obranom od vanjskih neprijatelja, koje su u to doba predstavljali najčešće Filistejci.

## Biblijski izvještaj
Prema biblijskom izvještaju, prvi kralj Kraljevstva Izrael bio je Šaul iz plemena Benjamina koji je svoje sjedište imao u Gibei, na području toga plemena. Njegovo je kraljevanje bilo obilježeno borbama s Filistejcima i Amoncima.

### Davidovo kraljevstvo
Nakon borbi za nasljedstvo i osobito nakon smrti Šaula i njegovih sinova kod Gilboe, nešto južnije od Galilejskog jezera, vlast preuzima Kralj David iz plemena Jude. On je najprije vladao iz Hebrona, smještenog u srcu njegova plemena, a potom je osvojio Jeruzalem (oko 1000. pr. Kr.), grad što su ga je još uvijek držali Jebusejci, vjerojatno kanaanskog porijekla, te ondje uspostavio svoje sjedište. Vjerojatno je to bila i politička odluka. Taj grad, iako je po tradicionalnim popisima plemena, kako ih se nalazi u Bibliji, pripadao plemenu Benjamina, zapravo nije bio osvojen od strane Izraelaca, pa je postao privatno vlasništvo kralja – Davidov grad.
Čini se da je, prema načinu kako to opisuje Biblija, Davidovo kraljevstvo još uvijek imalo mnoge značajke saveza plemena, te se nije još sasvim preobrazilo u organiziranu državu, tako da je i kraljev utjecaj u različitim dijelovima kraljevstva imao različit intenzitet.
U Davidovo se doba područje kraljevstva znatno proširilo, jer je ostvario znatne pobjede nad Filistejcima, Moapcima, Aramejcima, Amoncima, Amalečanima, Edomcima i drugima. Teško je danas razaznati što od tih predaja ima i povijesnu utemeljenost, a što pripada legendi.

### Salomonovo kraljevstvo
Još za Davidova života razbuktala se borba za njegovo nasljedstvo, što Biblija potanko opisuje. Na koncu, kao pobjednik u toj borbi izlazi jedan od Davidovih sinova – Salomon. Naslijedio je relativno veliko i stabilno kraljevstvo, bez stvarnih neprijatelja u okolini. K tome valja pridodati i, čini se, njegovu mudru politiku. On se sam oženio faraonovom kćerkom, a imao je i žive trgovinske odnose s drugim područjima, osobito s Fenicijom i Arabijom.
Čini se da je u njegovo vrijeme nastupila znatnija centralizacija državne uprave, a da biblijski izvještaji o stanju u Egiptu prije izlaska Izraelaca odande, te o "nadglednicima poslova" i velikim javnim radovima, zapravo opisuju ustrojstvo Salomonove države, pa ga preslikavaju na prošlost.
Biblija govori o velikim Salomonovim graditeljskim pothvatima, poput gradnje jeruzalemskog Hrama, utvrđivanja gradova i stvaranja velikih kraljevskih skladišta i štala po tim gradovima.

### Kraljevstvo Izrael na sjeveru
Čini se da temeljno plemensko ustrojstvo nije bilo spremno na takvu snažnu državu. Nakon Salomonove smrti, na vlast je došao njegov sin Roboam (oko 931. – 913. pr. Kr.), a Biblija izvještava o pobuni sjevernih plemena zbog prevelikih davanja što ih je novi kralj tražio. Tako se kraljevstvo dijeli na Kraljevstvo Judu na jugu, gdje će nastaviti vlast Davidove dinastije, i na Kraljevstvo Izrael na sjeveru, koje nastavlja ime jedinstvenoga kraljevstvo, ali pod vladarima iz različitih rodova.
Već je prvi kralj Izraela na sjeveru, Jeroboam I. počeo stvarno odvajanje, uspostavljajući nova svetišta ili dajući veću važnost već postojećim svetištima, u Danu i Betelu, a svoje sjedište smješta u Tirsu. Naslijedio ga je sin Nadab, no ubrzo je ubijen, a njegovo mjesto zauzima kralj Baša, čiji će sin također biti ubijen, a nakon sedam dan i njegov nasljednik.
Tada na prijestolje stupa Omri (oko 885. – 874. pr. Kr.), zapravo prvi veliki kralj Sjevera. Utemeljuje svoje sjedište u gradu Samariji (heb. Šomron), te uspostavlja vlast čak i nad Moabom. U plodovima njegove vladavine uživat će mu i sin Ahab koji se ženi Feničankom Jezabelom, kćerkom kralja Tira i Sidona. Stoga i podiže kralj feničkom božanstvu Baalu. Usto, Ahab proširuje palaču u Samariji. U njegovo doma počinje i djelatnost proroka Ilije.
Posljednji kralj Omrijeva roda bio je Joram koji se, skupa s kraljem Jude borio protiv moapskoga kralja Meše, te protiv aramskoga kralja Hazaela. U kontekstu ove posljednje bitke ubija ga Jehu i postaje kraljem umjesto njega.
Iz Jehuova je roda bio i svakako najmoćniji kralj sjevernog Kraljevstva Izrael – Jeroboam II. (oko 783. – 743. pr. Kr.), koji znatno širi granice Izraela. Nakon njegove smrti u kratkom se roku izmijenjuje više kraljeva, a sa sjevera jača snaga Asirije, koja najprije osvaja dio Galileje (oko 734. pr. Kr.), a potom, oko 721. i ostatak kraljevstva skupa sa Samarijom.
To je kraj Kraljevstva Izrael, dok će južno Kraljevstvo Juda izdržati sve do dolaska Babilonaca.

## Povijest i arheologija
Malo je arheoloških dokaza iz Šaulova ili Davidova vremena. Postoje ostaci njihovih gradova. Kako Šaulove Gibee, nekoliko kilometara na sjeverozapad od Jeruzalema, tako i staroga Jeruzalema što ga je osvojio David. Čini se da je kosi kameni zid na koji su naslonjene kasnije građevine, većinom iz 8. stoljeća, bio ovdje i prije Davida, te da je riječ o obrambenim zidinama toga grada. Usto, nađeni su i ostaci podzemnih tunela koji iz grada vode do izvora Gihon, podno Jeruzalema, a koji su vjerojatno – kako se čini prema biblijskom izvještaju – poslužili Davidovim sljedbenicima za proboj unutar grada. U pisanim se izvorima ne spominju ni Šaul ni David, ali ni Salomon čija je graditeljska aktivnost ipak bila veća, što je vidljivo u ostacima gradova Megido, Hazor, Be'er Ševa.

### Između Arama i Asirije
O kasnijim se kraljevima ipak može naći i nešto pisanih izvora. Primjerice, u arhivima asirskoga kralja Salmanasara III. (oko 858. – 824. pr. Kr.) spominje se bitka u Karkaru na Orontu (rijeka koja protječe kroz Damask), za koju se kaže da je kralj u njoj pobijedio dvanaest kraljeva, a među njima aramskoga kralja Ben Hadada II. (asirsko je ime za njega Hadadezer) i kralja Izraela Ahaba. Ta se bitka dogodila 853. pr. Kr.
Tragovi Ahabove vlasti u Samariji vidljivi su i u arheološkim ostacima, posebice u velikoj kraljevskoj palači.
U Tel Danu, na krajnjem sjeveru Izraela, nađena su između 1993. i 1994. godine tri fragmenta aramejskog natpisa urezanog u kamenu ploču koja govori o bitci između Aramejaca s jedne strane i dva židovska kraljevstva, Izraela i Jude, s druge strane. Riječ je o ratnoj propagandi aramskog kralja Hazaela koji se hvali kako je ubio oba židovska vladara, koje i imenuje: »Jorama, sina Ahabova, kralja Izraela« i »Ahazju, sina Joramova iz doma Davidova.« To bi ujedno bili i jedino tako staro svjedočanstvo o postojanju Davidove dinastije, no upravo je na tom mjestu ova kamena ploča prelomljena i nije baš ovaj natpis sasvim jasan. U svakom slučaju, riječ je o događajima iz 841. pr. Kr. o kojima govori i Biblija, ali sa suprotne točke gledišta, one izraelske.
Oko 800. pr. Kr. postoje zapisi o tomu da je asirski kralj primao danak od aramskoga kralja Ben Hadada III. i od kralja Izraela.

### Kraj kraljevstva
O teškim vremenima kraja izraelskoga kraljevstva govore brojna svjedočanstva o razaranjima i paljevini. Poznato je da još 738. pr. Kr. asirski kralj Tiglat Pileser III. prima danak od zapadnih vladara, te da 734. pr. Kr. uzima dio Galileje. 732. pobjeđuje aramskoga kralja Resina, te Damask konačno pada pod asirsku vlast.
Salmanasar V., asirski kralj opsjeda Samariju, te ona pada 722. ili 721. pr. Kr. Nije jasno je li Samariju osvojio njegov sin Sargon II. ili si u svojim natpisima pripisuje očevu pobjedu, kratko nakon njegove smrti. U svakom slučaju Sargon osniva asirsku provinciju Samerina, umjesto nekadašnjeg Kraljevstva Izraela.

## Poveznice
- Povijest Izraela i Palestine
- Popis židovskih vladara
- Kraljevstvo Juda